# یوریف ویترنکو
یوریف ویترنکو (انگلیسی: Yuriy Vitrenko؛ زادهٔ ۱۷ سپتامبر ۱۹۷۶) اقتصاددان و مدیر اجرایی اهل اوکراین است، که هم‌اکنون بعنوان مدیرعامل شرکت نفتوگاز فعالیت می‌کند.